# سایه در ابر
سایه در ابر (به انگلیسی: Shadow in the Cloud) یک فیلم ترسناک و اکشن محصول سال ۲۰۲۰ ایالات متحدهٔ آمریکا و نیوزیلند است. کارگردان سایه در ابر روزان لیانگ و فیلمنامهٔ آن را مکس لندیس با همکاری لیانگ نوشته‌است.
این فیلم در جشنواره بین‌المللی فیلم تورنتو ۲۰۲۰ جایزهٔ «منتخب مردم در بخش جنون نیمه‌شب» را دریافت کرده‌است.

## بازیگران
- کلویی گریس مورتز به عنوان مأمور پرواز مود گرت
- بولا کواله در نقش آنتون ویلیامز
- تیلور جان اسمیت در نقش والتر کوید
- بایرون کل در نقش ترنس تاگارت
- جو ویتکوفسکی در نقش بردلی فینچ
- بندیکت وال در نقش تامی دورن
- نیک رابینسون در نقش استو بکل
- کالان مولوی در نقش کاپیتان جان ریوز